# ووادیسواف گژیونا
ووادیسواف گِژیوْنا (لهستانی: Władysław Grzywna؛ ‏ تلفظ لهستانی: [vwaˈdɨswaf]؛ ‏ زادهٔ ۲۵ ژانویه ۱۹۵۸) بازیگر اهل لهستان است.
از فیلم‌ها یا مجموعه‌های تلویزیونی که وی در آن‌ها نقش داشته‌است، می‌توان به سال‌های شیرین، جهان به روایت خانواده کیپسکی، حوزه استحفاظی ۱۳، قسمت دوم، در خیابان سپولنی، کارآگاهان جنایی، درخت سحرآمیز، دو روی سکه، رنگ‌های خوشبختی، خانه کشیش، هتل زرافه و کرگدن، صد سال خاندان وینیخ، عشق اول، هتل ۵۲ و دهن‌به‌دهن اشاره نمود.